# Episodi di Unforgettable (prima stagione)
La prima stagione della serie televisiva Unforgettable è stata trasmessa in prima visione assoluta negli Stati Uniti da CBS dal 20 settembre 2011 all'8 maggio 2012.
In lingua italiana, la stagione è stata trasmessa in prima visione satellitare in Italia da Fox Crime dal 1º febbraio al 27 giugno 2012. La prima visione in chiaro è avvenuta in Italia il 22 aprile 2012 su Cielo, che ha trasmesso il solo episodio pilota; per i successivi, la prima messa in onda è avvenuta in Svizzera, dove la stagione è stata trasmessa da RSI LA1 dall'11 settembre 2012, e successivamente in Italia, dov'è andata in onda su LA7 dal 19 febbraio 2013.
| nº | Titolo originale     | Titolo italiano          | Prima TV USA      | Prima TV Italia  |
| -- | -------------------- | ------------------------ | ----------------- | ---------------- |
| 1  | Pilot                | Ipertimesia              | 20 settembre 2011 | 1º febbraio 2012 |
| 2  | Heroes               | Eroi                     | 27 settembre 2011 | 8 febbraio 2012  |
| 3  | Check Out Time       | Saldare i conti          | 4 ottobre 2011    | 15 febbraio 2012 |
| 4  | Up In Flames         | Opere di bene            | 11 ottobre 2011   | 22 febbraio 2012 |
| 5  | With Honor           | Con onore                | 18 ottobre 2011   | 29 febbraio 2012 |
| 6  | Friended             | Il prezzo del successo   | 25 ottobre 2011   | 7 marzo 2012     |
| 7  | Road Block           | Vicolo cieco             | 1º novembre 2011  | 14 marzo 2012    |
| 8  | Lost Things          | La fragilità dei ricordi | 8 novembre 2011   | 21 marzo 2012    |
| 9  | Golden Bird          | Il diario di Amy         | 15 novembre 2011  | 28 marzo 2012    |
| 10 | Trajectories         | Traiettorie              | 22 novembre 2011  | 4 aprile 2012    |
| 11 | Spirited Away        | Le voci degli spiriti    | 13 dicembre 2011  | 11 aprile 2012   |
| 12 | Butterfly Effect     | Effetto farfalla         | 3 gennaio 2012    | 18 aprile 2012   |
| 13 | Brotherhood          | La confraternita         | 10 gennaio 2012   | 25 aprile 2012   |
| 14 | Carrie's Caller      | Gioca con me             | 7 febbraio 2012   | 2 maggio 2012    |
| 15 | The Following Sea    | Testimone scomparso      | 14 febbraio 2012  | 9 maggio 2012    |
| 16 | Heartbreak           | Non spezzarmi il cuore   | 21 febbraio 2012  | 16 maggio 2012   |
| 17 | Blind Alleys         | Vicolo cieco             | 28 febbraio 2012  | 23 maggio 2012   |
| 18 | The Comeback         | Il ritorno               | 20 marzo 2012     | 30 maggio 2012   |
| 19 | Allegiances          | Fedeltà                  | 27 marzo 2012     | 6 giugno 2012    |
| 20 | You Are Here         | Voi siete qui            | 10 aprile 2012    | 13 giugno 2012   |
| 21 | Endgame              | Fine del gioco           | 1º maggio 2012    | 20 giugno 2012   |
| 22 | The Man in the Woods | L'uomo nel bosco         | 8 maggio 2012     | 27 giugno 2012   |

## Ipertimesia
- Titolo originale: Pilot
- Diretto da: Niels Arden Oplev
- Scritto da: Ed Redlich, John Bellucci

### Trama
Carrie Wells è un'ex poliziotta affetta da ipertimesia, una condizione che le dà la capacità di ricordare ogni dettaglio della sua vita. Quando trova il cadavere della sua vicina, il detective Al Burns le chiede di collaborare. Nonostante un'iniziale riluttanza, decide di accettare la proposta del suo ex compagno ed ex collega Al Burns e di unirsi alla squadra omicidi della polizia del Queens. Carrie ogni tanto rivive dei ricordi della sua infanzia, soprattutto un evento tragico che l'ha segnata: la morte di sua sorella.

## Eroi
- Titolo originale: Heroes
- Diretto da: Niels Arden Oplev
- Scritto da: Sherri Cooper, Jennifer Levin

### Trama
Una coppia viene assassinata e un bambino è testimone. Carrie deve mettere da parte gli infiniti ricordi del suo passato per aiutare il bambino a mettere a fuoco i suoi.

## Saldare i conti
- Titolo originale: Check out time
- Diretto da:John David Coles
- Scritto da: Joan Binder Weiss

### Trama
Maria, cameriera di un albergo, è accusata di aver ucciso un uomo. La ragazza, però, dice che l'uomo ha tentato di violentarla e lei si è solo difesa: sul viso, infatti mostra delle ecchimosi. Carrie pensa che Maria stia mentendo e quindi cercherà in ogni modo di scoprire la verità.

## Opere di bene
- Titolo originale: Up in flames
- Diretto da: Martha Mitchell
- Scritto da: Michael Foley, Erik Oleson

### Trama
Un uomo viene assassinato nel suo appartamento e, mentre Carrie e Al fanno un sopralluogo, la scena del crimine esplode a causa di una fuga di gas. Grazie alla memoria di Carrie riescono a ricostruirla per avere qualche elemento e far partire le indagini.

## Con onore
- Titolo originale: With honor
- Diretto da: Peter Werner
- Scritto da: Erik Oleson

### Trama
Un poliziotto amico di Al viene ucciso fuori da un bowling. Al, nonostante sia scosso, inizia subito le indagini e dovrà scontrarsi con gli affari interni che indagano sull'integrità della vittima.

## Il prezzo del successo
- Titolo originale: Friended
- Diretto da: Niels Arden Oplev
- Scritto da: Sherri Cooper, Jennifer Levin

### Trama
Carrie si ritrova a dover risolvere un crimine senza vittima. Una giovane ereditiera scompare, ma potrebbe trattarsi di una trovata pubblicitaria. Tutti seguono questa pista finché il corpo della ragazza viene trovato. Allora i sospetti si concentrano sulla sua rivale.

## Vicolo cieco
- Titolo originale: Road Block
- Diretto da: Jean de Segonzac
- Scritto da: Heather Bellson, Christal Henry

### Trama
Un padre single viene ucciso e la squadra è alla ricerca sia del killer che della figlia della vittima. La prima sospettata è la madre della bambina, ma la donna si trova in carcere. Carrie, intanto, cerca informazioni dall'assistente sociale che seguiva la vittima. Grazie ad una intuizione di Al e ai ricordi di Carrie riusciranno a trovare il colpevole e la bambina sana e salva. Intanto Carrie cerca di mettere insieme i pezzi del puzzle della morte di sua sorella Rachel.

## La fragilità dei ricordi
- Titolo originale: Lost Things
- Diretto da: John Snowalter
- Scritto da: Jan Nash

### Trama
Una donna, avvocato difensore d'ufficio, viene trovata morta in casa sua. I sospetti si concentrano sul suo coinquilino, guardia giudiziaria, che viene trovato addormentato nella sua macchina. L'uomo ha del sangue sulla mano ma non ricorda cosa sia successo la sera prima. Carrie, grazie ai suoi ricordi, riuscirà ad individuare il vero colpevole e a sventare un altro omicidio. Intanto Carrie racconta ad Al e a Roe quando, dopo la morte di sua sorella, ha iniziato a prestare attenzione a tutto ciò che vedeva e ad imprimerlo nella sua mente.

## Il diario di Amy
- Titolo originale: Golden Bird
- Diretto da: Paul Holahan
- Scritto da: Michael Foley

### Trama
La squadra indaga sull'apparente suicidio di una ragazza. Amy, la vittima, sembra si sia suicidata lanciandosi dal tetto del suo condominio ma tutti la descrivono come una ragazza gentile, intelligente e speciale che non avrebbe mai commesso un gesto del genere. Grazie alle intuizioni di Carrie la squadra si mette subito al lavoro per trovare il vero colpevole. Intanto Carrie chiede a sua zia se riconosce l'uomo dell'identikit che potrebbe essere utile per individuare l'assassino di sua sorella.

## Traiettorie
- Titolo originale: Trajectories
- Diretto da: Anna Foerster
- Scritto da: Erik Oleson

### Trama
Durante le indagini su una sparatoria fra gang, una seconda sparatoria prende atto mentre Carrie, Al e Roe sono sul posto. La seconda sparatoria fa un'altra vittima e due feriti. La squadra si trova a dover interrogare centinaia di testimoni per scoprire chi è il responsabile degli omicidi.

## Le voci degli spiriti
- Titolo originale: Spirited away
- Diretto da: Anna Foerster
- Scritto da: Joan B. Weiss

### Trama
Un rinomato cacciatore di fantasmi viene ucciso. Durante le indagini, la squadra scopre che la sua morte potrebbe essere collegata a una scoperta che la vittima aveva fatto di recente.

## Effetto farfalla
- Titolo originale: Butterfly effect
- Diretto da: Jace Alexander
- Scritto da: San Montgomery

### Trama
Un operaio viene trovato morto nel cantiere in cui lavorava. La squadra scopre che nel cantiere si sono verificati dei furti di materiali e che la vittima era legato ad una famiglia che pare sia legata alla criminalità organizzata. Carrie e Al cercano di scoprire se la sua morte sia legata alla criminalità organizzata o se è un incidente isolato.

## La confraternita
- Titolo originale: Brotherhood
- Diretto da: John David Coles
- Scritto da: Jim Adler

### Trama
Un ragazzo viene trovato morto nella sua camera nel dormitorio della sua confraternita. Sul suo corpo vengono trovati dei segni che fanno pensare che abbia subito delle torture e sul suo computer viene trovato un video che lo conferma: i ragazzi venivano sottoposti a dei riti di iniziazione molto pesanti. Per scoprire la verità Carrie si metterà in pericolo.

## Gioca con me
- Titolo originale: Carrie's caller
- Diretto da: Aaron Lipstadt
- Scritto da: John Bellucci, Ed Redlich

### Trama
Un serial killer sfida Carrie e tutto il dipartimento in una caccia all'uomo. Prima di uccidere, chiama Carrie e con un indovinello le fa capire che sta per agire. Dopo due vittime e un ferito, Carrie dovrà capire in fretta chi è e perché lo fa, prima che uccida ancora.

## Testimone scomparso
- Titolo originale: The following sea
- Diretto da: Oz Scott
- Scritto da: Jan Nash, Michael Foley, J. Robert Lennon

### Trama
La testimone chiave di un processo per omicidio scompare. Tutta la squadra ha 48 ore di tempo per trovarla prima che le accuse cadano e il marito della vittima venga scagionato.

## Non spezzarmi il cuore
- Titolo originale:Heartbreak
- Diretto da: Anna Foerster
- Scritto da: Spencer Hudnut, J. Robert Lennon

### Trama
Un uomo viene trovato morto nel bel mezzo di un campo da baseball. La vittima è un direttore di banca e ha tutte le ossa del corpo rotte. La squadra si mette al lavoro e, grazie alle intuizioni di Carrie, riuscirà a trovare il colpevole

## Vicolo cieco
- Titolo originale: Blind Alleys
- Diretto da:Peter Werner
- Scritto da: Erik Oleson, Heather Bello, J. Robert Lennon

### Trama
Roe spara e uccide un sospettato per l'omicidio di uno spacciatore. La situazione si complica sin da subito perché la pistola della vittima non si trova sulla scena del crimine e il padre del ragazzo prende in ostaggio Nina e altri agenti in centrale. Carrie, Mike e Al devono trovare dei testimoni e la pistola della vittima prima che la situazione si complichi ulteriormente .

## Il ritorno
- Titolo originale: Comeback
- Diretto da:Jean de Segonzac
- Scritto da: Michael Foley, Christal Henry, J. Robert Lennon

### Trama
Una giovane tennista viene uccisa mentre esce dalla palestra dopo gli allenamenti. La squadra dovrà scontrarsi con persone molto potenti e intoccabili, ma la determinazione di Carrie sarà fondamentale per individuare il colpevole. Intanto Carrie scopre l'identità del serial killer che comunicava con lei al telefono e lui le lascia intendere che potrebbe aiutarla a scoprire l'identità dell'assassino di sua sorella.

## Fedeltà
- Titolo originale: Allegiances
- Diretto da: Oz Scott
- Scritto da: J. Robert Lennon, Joan B. Weiss

### Trama
Una ragazza viene trovata morta nella vasca da bagno di casa sua. In casa ci sono delle foto che ritraggono la ragazza con un amico di Steve Cioffi, il fidanzato di Carrie. Steve Cioffi appartiene ad una famiglia legata alla criminalità organizzata e Carrie si trova in una posizione un po' scomoda pur sapendo che Steve è pulito e che gestisce in autonomia un ristorante senza aver niente a che fare con la criminalità organizzata.

## Voi siete qui
- Titolo originale: You are here
- Diretto da: Jean de Segonzac
- Scritto da: Jim Adler

### Trama
Una ragazza muore in seguito all'esplosione in un laboratorio. La vittima lavorava per S. P. I. e durante le indagini si verificano altre esplosioni che vengono collegate ad un ragazzo in fissa con teorie complottiste. Piano piano Carrie mette insieme i pezzi di quello che ha visto e cerca di penetrare nella mente dell'uomo, uno psicotico amante delle teorie di cospirazione, prima che riesca a innescare una serie di ordigni esplosivi.

## Fine del gioco
- Titolo originale: Endgame
- Diretto da: Jean de Segonzac
- Scritto da: Jim Adler, Steven Maeda, Jan Nash

### Trama
Walter Morgan viene trovato morto con mezza faccia spappolata. Carrie è la prima indiziata, visto che l'aveva incontrato la sera prima, c'è il suo DNA sul cadavere ed è stato ucciso con il suo fucile, quello che hanno in dotazione dal dipartimento. La squadra si stringe intorno a lei e faranno di tutto per scagionarla e trovare il vero colpevole.

## L'uomo nel bosco
- Titolo originale: A man in the woods
- Diretto da:John David Coles
- Scritto da:John Bellucci, Ed Redlich

### Trama
Carrie e Al si recano a Syracuse in seguito a un omicidio le cui caratteristiche ricordano quello della sorella di Carrie.